# Poison (Final Fight)
Poison (ポイズン?, Poizun) è un personaggio immaginario della saga di videogiochi picchiaduro 2D Street Fighter, originariamente comparsa nel videogioco, sempre sviluppato da Capcom, Final Fight, assieme ad un personaggio clone chiamato Roxy.
Il suo creatore è Akira "Akiman" Yasuda, noto per essere il co-creatore di Street Fighter II: The World Warrior assieme ad Akira "Nin-Nin" Nishitani (quest'ultimo fondatore in seguito della casa di sviluppo videoludica Arika).
Nel videogioco Capcom Classics Collection si può leggere un briefing di curiosità su questo ambiguo personaggio, che ci afferma del suo essere transessuale, e che Roxy sia una "lei" che detesta il travestirsi di Poison.

## Apparizioni

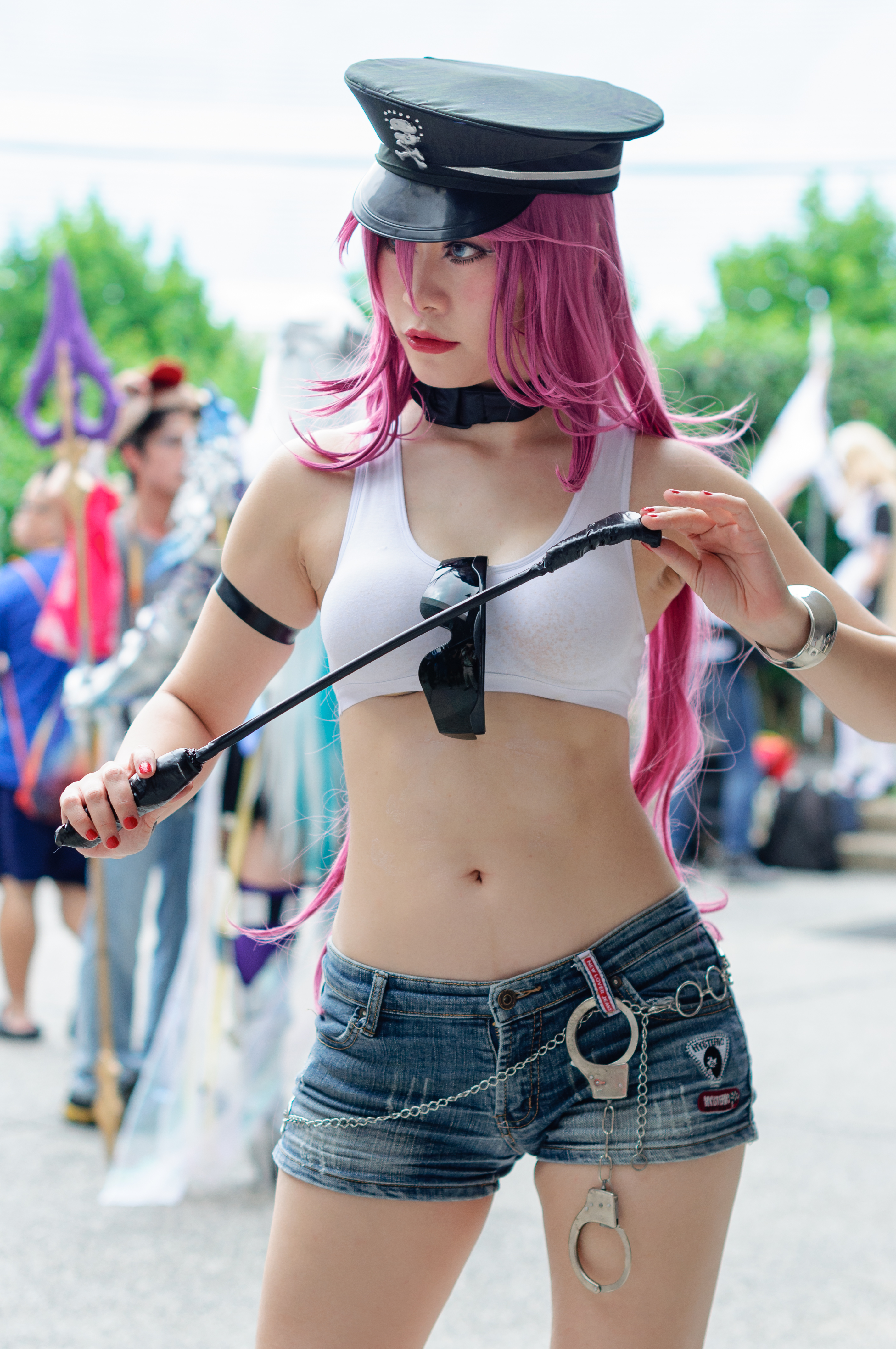
Cosplay di Poison

### Final Fight
Poison appare in Final Fight per la prima volta, assieme a Roxy, stesso sprite di gioco ma colorato in modo differente, come uno dei nemici comuni affrontabili durante la sessione di gioco. Originariamente il design fu scelto per variare i nemici affrontabili. In origine il personaggio doveva essere una donna ma ci sono stati alcuni cambiamenti e considerazioni che hanno inizialmente fatto vociferare i giocatori su una sua presunta transessualità successivamente confermata in parte dagli sviluppatori.
La versione inglese per Sega CD ha mantenuto la censura, ma in modo differente: Poison e Roxy rimangono, ma vengono ridisegnate in modo più "casto", e con "particolari" ridotti.
La sua concezione nacque come contrasto per i numerosi personaggi energumeni cercando di diversificare l'insieme dei nemici di Final Fight in apparenza ed attitudine.
Quando Final Fight fu convertito per la console Super Nintendo Entertainment System, uno dei tester del gioco Americani parlò al designer Capcom che ha lavorato al gioco, chiedendosi del perché far picchiare donne ai protagonisti rischiando di trovarsi rivolti contro i gruppi di donne appartenenti al movimento femminista dell'epoca.

### Final Fight Revenge
In seguito Poison appare, per la prima volta giocabile nel 1999 in Final Fight Revenge, un picchiaduro 3D di produzione Americana in cui viene ritratta in maniera molto femminile e desiderosa di Cody, uno dei personaggi principali dell'originale Final Fight.

### Street Fighter X Tekken
Il suo debutto in qualità di personaggio giocabile nella saga di Street Fighter è stata nel crossover Street Fighter X Tekken del 2012, in questo gioco è l'unico personaggio della sponda di Street Fighter a non aver mai fatto apparizione in un precedente episodio come personaggio giocabile. 

### Ultra Street Fighter IV
Viene inserita nell'ultimo upgrade del 2013 di Street Fighter IV.

### Street Fighter V: Arcade Edition
Poison ritorna come personaggio giocabile e vari costumi con il Summer 2019 Character Bundle.

### Altri
Appare per ben tre volte come comparsa nella serie Street Fighter Alpha.
Poison inizialmente fa delle comparse in alcuni artwork per poi apparire come personaggio non giocabile in Street Fighter III come manager di Hugo (anche lui comparso per la prima volta nella serie Final Fight).
Era pianificato di farla apparire in Capcom Fighting All-Stars, un picchiaduro 3D che la Capcom ebbe l'idea di sviluppare dopo il successo riscosso dalla serie Street Fighter EX (spin-off di tre capitoli sviluppato da Arika) ma lo sviluppo nel gioco fu interrotto a causa dei giudizi negativi dei fan dopo aver provato il titolo nei cabinati arcade. 
Doveva anche apparire in Final Fight: Streetwise ma, assieme a Sodom, è stata rimossa dalla versione completa.

## Aspetto e Curiosità
Poison appare come una ragazza dai lunghi capelli scomposti di color magenta. Indossa un cappello nero in stile poliziesco, shorts in jeans, scarpe rosse a décolleté con tacco a spillo alto e, infine, un top con una scollatura ben evidente e che lascia scoperto l'addome, come accessori indossa sul collo un collare nero liscio, sui polsi polsini neri in pelle e una catena penzolante fungente da cintura per gli shorts. In tutti i titoli in cui è un personaggio giocabile, inoltre, usa una frustino da cavallerizzo durante i suoi attacchi, benché questa frusta non sia mai apparsa negli artwork.
Venne fatta una censura che al posto di Poison e Roxy vede apparire "Billy" e "Sid", due teppisti punkettari. Da allora, tutte le versioni di "Final Fight" uscite in America mantengono questa censura. I rimpiazzi delle donne però mantennero i movimenti femminili e sensuali delle loro versioni originali dandogli un'aria effeminata, da qui cominciò il vocifero dei fan su Poison e Roxy sospettando che fossero Billy e Sid in abiti femminili.
La discrepanza relativa a Poison è stata affrontata più di una volta nelle interviste con ex e attuali dipendenti Capcom. Il designer di Final Fight e il fondatore di Arika, Akira Nishitani, hanno dichiarato di supporre che il personaggio potesse essere un maschio, ma ha aggiunto che spettava allo spettatore decidere. Il produttore di Street Fighter IV Yoshinori Ono, quando gli è stato chiesto in un'intervista sull'argomento, ha dichiarato: "Mettiamo le cose in chiaro: in Nord America, Poison è ufficialmente transgender post-operatoria. Ma in Giappone, semplicemente nasconde i suoi affari per sembrare femminile." In seguito lo ha nuovamente sottolineato quando gli è stato chiesto quali personaggi femminili potrebbero essere inclusi nel gioco Street Fighter IV, affermando che sarebbe troppo confuso includerla a causa del genere specifico della regione. Da allora, tuttavia, ha cambiato idea due volte, dichiarandola prima un post-op definito in tutte le regioni per una migliore facilità di localizzazione e coerenza con le dichiarazioni ufficiali passate, e poi in seguito decidendo che è meglio lasciarlo ai fan dopo tutto.
Il 10 luglio 2014, Akira Nishitani ha in seguito chiarito in una discussione su Twitter che nella sua visione personale Poison è una donna.
In termini di collezionismo, di Poison è stata realizzata una figure in pvc appartenente alla collezione "Capcom Girls Collection", prodotta dalla Yamato e scolpita da Mitsumasa Yoshizawa in scala 1/6. La figure è stata prodotta in due versioni differenti: una versione con i colori classici di Poison in Final Fight (capelli rosa, shorts di jeans con una base in plastica nera) pubblicata nel novembre del 2011 ed una versione REFLECT BLACK ver. con capelli biondi, shorts neri e base specchiata pubblicata nel giugno del 2009.
La rivista Hardcore Gaming ha posizionato Poison come uno dei "personaggi terziari più famosi e più controversi della Capcom mai apprezzati".